# دومانت (کلرادو)
دومانت (به انگلیسی: Dumont) یک منطقهٔ مسکونی در ایالات متحده آمریکا است که در شهرستان کلیر کریک، کلرادو واقع شده است. دومانت  ۲٬۴۱۸ متر بالاتر از سطح دریا واقع شده است.